# La muerte camina en la lluvia
La muerte camina en la lluvia es una película argentina en blanco y negro estrenada el 7 de septiembre de 1948 dirigida por Carlos Hugo Christensen basada en la novela L'assassin habite au 21 de Stanislas-André Steeman y que tuvo como protagonistas principales a Olga Zubarry, Guillermo Battaglia, Eduardo Cuitiño, Amalia Sánchez Ariño y Nicolás Fregues. Se trata de una película de misterio en torno a la investigación de un asesino múltiple del que se sabe dónde vive. Sobre el mismo libro el director de cine francés Henri-Georges Clouzot realizó en 1942 una película que lleva el nombre de la novela.
En una encuesta de las 100 mejores películas del cine argentino llevada a cabo por el Museo del Cine Pablo Ducrós Hicken en el año 2000, la película alcanzó el puesto 35.

## Sinopsis
La población de Buenos Aires está atemorizada por los crímenes de un ladrón que ya ha matado en siete oportunidades para robar a sus víctimas. Los hechos los comete en la calle en días de lluvia y siempre deja una tarjeta con el nombre "S. López". A través de un periodista, Lucho Rivas (Horacio Peterson), el policía encargado de la investigación, inspector Lima (Eduardo Cuitiño), recibe la información de un ladronzuelo que ha visto que la persona que cometió el último crimen entró en una casa donde funciona la pensión "Babel". En ella viven la dueña, Valeria Duval (Margarita Corona), la novia del periodista, Lila Espinoza (Olga Zubarry), un actor que se dice ruso, Boris Andreieff (Guillermo Battaglia), un cirujano (Oerestes Soriani) a quien se le retiró el permiso para ejercer la profesión, el doctor Robledo (Nicolás Fregues), un mago que se hace llamar Merlín (Pablo Acciardi), un relojero llamado Lamas y el matrimonio Vargas (Agustín Orrequía y Amalia Sánchez Ariño).
Cuando llega un nuevo huésped la policía le solicita que sea su informante pero se niega y anuncia que al día siguiente dejará la pensión. Esa misma noche es asesinado en su habitación y en ella deja su tarjeta "S. López". Si bien hay indicios que comprometen a varios de los huéspedes, la policía detiene a Lamas y comienza a interrogarlo; sin embargo, en un nuevo día de lluvia aparece otra víctima de "S. López" por lo que debe dejarlo en libertad y detiene a otro sospechoso, el doctor Robledo.
El periodista sale a caminar con Boris y a poco de separarse es atacado y robado, si bien no muere, y le dejan la tarjeta de "S. López" por lo que Robledo es liberado. Esa noche en la pensión juegan al póquer Boris, Robledo, Lamas y Vargas. Lila que los observa sin jugar advierte que los tres primeros se hacen señas entre sí y que Vargas pierde mucho dinero, por lo que deduce que "S. López" no es una sola persona sino que son los tres que actúan coordinados. Se atemoriza tanto que ellos lo notan, y Lila corre a la habitación de Merlín, quien le dice que está equivocada y le pide que se vaya a dormir. Poco después, Lila baja al salón de la pensión y es sorprendida por la aparición de Boris primero y de Lamas después, quienes se acercan amenazantes. Cuando quiere huir por la escalera baja por ella un hombre que parece ser el doctor Robledo con un revólver y comienza a disparar contra los otros dos, lo que ocasiona que la policía que vigilaba fuera de la pensión  ingrese a ella. El hombre del revólver se acerca a Lila, quien se da cuenta de que es Merlín disfrazado con la ropa de Robledo y se desmaya. Después le explica que las deducciones de la joven eran correctas pero aparentó no creerlas porque de lo contrario los criminales lo hubieran matado a él también, por lo cual había desmayado a Robledo de un golpe y usado su ropa para disfrazarse. Los delincuentes firmaban los crímenes para que parecieran cometidos por una misma persona y en esa forma iban siendo excluidos de la lista de sospechosos.

## Elenco
- Pablo Acciardi     	... 	Merlín
- Alfredo Alaria        ... 	Joven en la prueba de magia
- Alberto Barcel  	... 	Policía
- Guillermo Battaglia	... 	Boris Andreieff
- Ángel Boffa	        ... 	Barquinazo
- Juan Corona	        ... 	Lamas
- Margarita Corona	... 	Valeria Duval
- Eduardo Cuitiño	... 	Lima
- Nicolás Fregues	... 	Doctor Robledo
- Agustín Orrequia	... 	Camelio Vargas
- Carlos Perelli         ... 	Norton
- Horacio Peterson	... 	Lucho Rivas
- Amalia Sánchez Ariño	... 	Sra. Vargas
- Orestes Soriani  	... 	Doctor Kaplan
- Olga Zubarry	             ... 	Lila Espinoza
- Roberto Escalada  	... 	Relator
- Ramón J. Garay ...Conserje

## Comentario
Para el crítico Carlos O. García La muerte camina en la lluvia es un film policial plenamente logrado, que muestra un equilibrio inusual en el cine argentino y agrega: 

«A partir de un comienzo de corte radiofónico el film se propone, en parte, como un juego. Con personajes y situaciones que bordean la comedia. Sobre la base de ese juego el director despliega su habilidad narrativa mientras elabora, sutilmente, una atmósfera que sugiere intensamente lo siniestro. . . .Se sabe que el asesino es uno de los habitantes de la pensión familiar "Babel"; ...El malestar que se difunde por el film es un subproducto, casi natural, de la vida de los personajes allí congregados. El talento del director consigue hacernos sentir que el crimen y la perversión surgen de las entrañas de esa pensión. Cada uno de los personajes muestra una máscara; cada uno hace "su número"; la resultante, el resto, es el criminal S. López. Si bien el asesino es personificado por tres de sus miembros de esa sociedad, da lo mismo que lo hiciera cualquiera de los otros o el conjunto de los mismos.  Por eso el criminal puede parecer un maniquí absolutamente impersonal, o puede estar en todos lados y, en más de una ocasión, el espectador es llevado a colocarse en el punto de vista de S. López.»

Por su parte Raúl Manrupe lo califica de "policial de humor negro, lúdico y bien logrado" agregando que Battaglia hace toda una creación de su actor ruso.